# Mike Pinner
Michael John Pinner, plus connu sous le nom de Mike Pinner (né le 16 février 1934 à Boston dans le Lincolnshire) est un joueur de football anglais, qui évoluait au poste de gardien de but.

## Biographie

### Carrière en sélection
Avec l'équipe d'Angleterre amateur, il joue 52 matchs (pour aucun but inscrit). 
Il figure notamment dans le groupe des sélectionnés lors des JO de 1956 et de 1960, et ce avec l'équipe de Grande-Bretagne olympique.